# Bulbophyllum iners
Bulbophyllum iners là một loài phong lan thuộc chi Bulbophyllum.